# 东岸

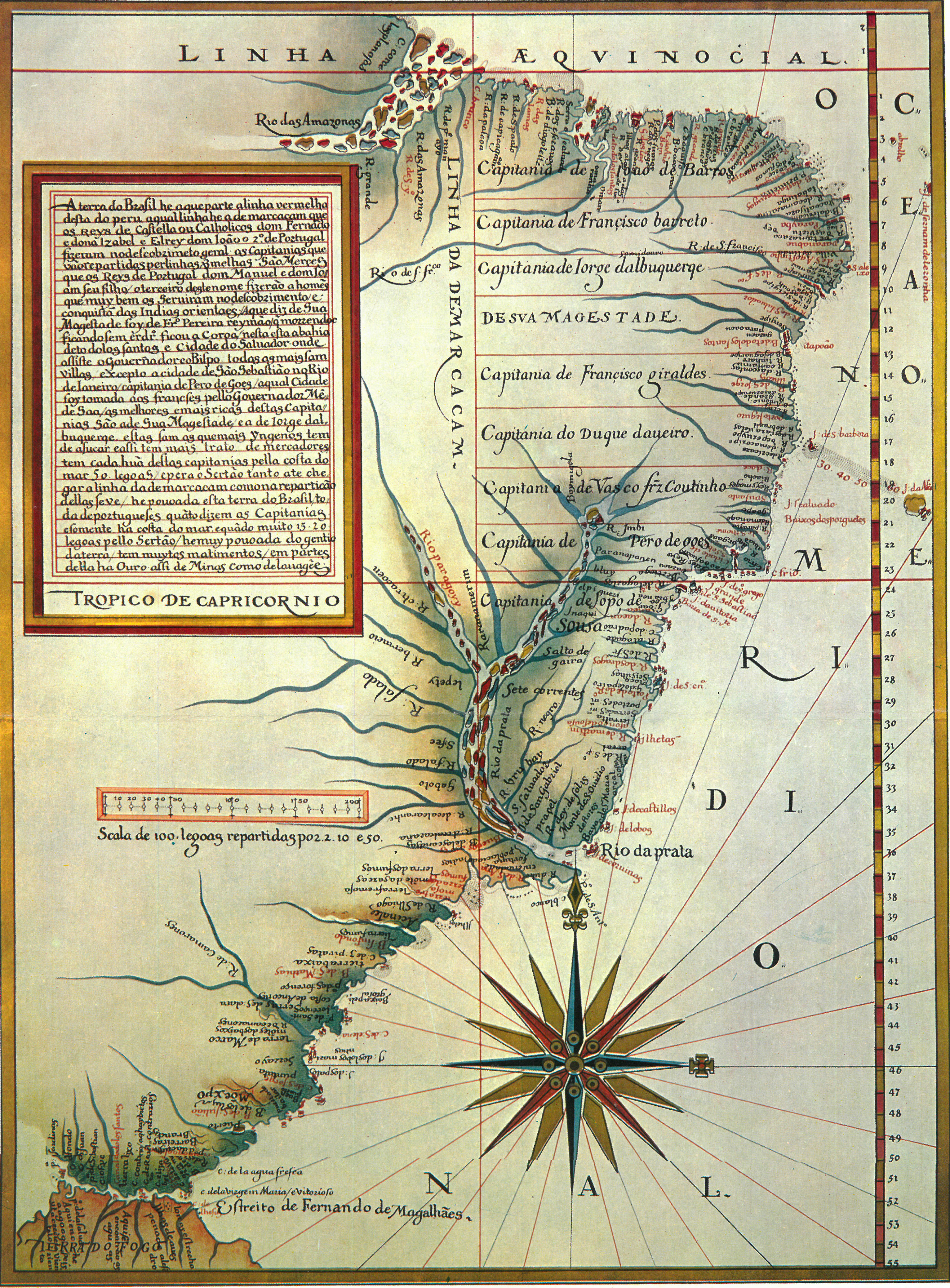
1574年地圖，描繪葡萄牙在東岸的領地

东岸是指歷史上位於烏拉圭河以东、拉普拉塔河以北的一塊區域，範圍大致相當於現今的乌拉圭、巴西南里奥格兰德州以及圣卡塔琳娜州的部分區域。東岸也是拉普拉塔总督辖区最东边的领土。
西班牙帝國和葡萄牙帝國均宣稱對東岸擁有主權。在经过数十年的争端後，1777年，西班牙帝國和葡萄牙帝國簽署《第一次聖伊德方索條約》。根據該條約，东岸南部劃給西班牙拉普拉塔总督辖区，東岸北部劃給葡萄牙帝国。